# Danh sách cầu thủ tham dự Giải vô địch bóng đá nữ U-17 thế giới 2010
Dưới đây là danh sách cầu thủ của các đội tham dự Giải vô địch bóng đá nữ U-17 thế giới 2010 tại Trinidad và Tobago.
Tuổi và câu lạc bộ tính đến 5 tháng 9 năm 2010.

## Bảng A

### Chile
Huấn luyện viên: Ronnie Radonich
| Số | Vt | Cầu thủ            | Ngày sinh (tuổi)            | Số trận | Câu lạc bộ           |
| -- | -- | ------------------ | --------------------------- | ------- | -------------------- |
| 1  | TM | Maria Troncoso     | 2 tháng 4, 1993 (17 tuổi)   |         | Universidad Católica |
| 2  | HV | Yocelyn Cisternas  | 20 tháng 5, 1993 (17 tuổi)  |         | Everton              |
| 3  | HV | Nicole Cornejo     | 19 tháng 6, 1993 (17 tuổi)  |         | Universidad de Chile |
| 4  | HV | Camila Saez        | 17 tháng 10, 1994 (15 tuổi) |         | Everton              |
| 5  | HV | Leticia Torres (c) | 30 tháng 5, 1994 (16 tuổi)  |         | Universidad Católica |
| 6  | TV | Yorky Arriagada    | 31 tháng 5, 1993 (17 tuổi)  |         | Santiago Morning     |
| 7  | TĐ | Michelle Bernstein | 7 tháng 7, 1993 (17 tuổi)   |         | Colo-Colo            |
| 8  | TV | Jetzabeth Zepeda   | 23 tháng 8, 1993 (17 tuổi)  |         | Universidad de Chile |
| 9  | TĐ | Yanara Aedo        | 5 tháng 8, 1993 (17 tuổi)   |         | Colo-Colo            |
| 10 | TĐ | Barbara Santibanez | 23 tháng 8, 1993 (17 tuổi)  |         | Colo-Colo            |
| 11 | TĐ | Francisca Moroso   | 20 tháng 3, 1993 (17 tuổi)  |         | Universidad Católica |
| 12 | TM | Carla Tejas        | 18 tháng 9, 1993 (16 tuổi)  |         | Universidad Católica |
| 13 | TV | Iona Rothfeld      | 19 tháng 1, 1993 (17 tuổi)  |         | Universidad Católica |
| 14 | TV | Maria Urrutia      | 17 tháng 12, 1993 (16 tuổi) |         | Universidad Católica |
| 15 | HV | Isadora Cubillos   | 20 tháng 1, 1993 (17 tuổi)  |         | Universidad Católica |
| 16 | TV | Claudia Soto       | 6 tháng 7, 1993 (17 tuổi)   |         | Colo-Colo            |
| 17 | TV | Fernanda Pinilla   | 6 tháng 11, 1993 (16 tuổi)  |         | Universidad Católica |
| 18 | TV | Rocio Soto         | 21 tháng 9, 1993 (16 tuổi)  |         | Colo-Colo            |
| 19 | TĐ | Yudith Rojas       | 13 tháng 2, 1994 (16 tuổi)  |         | Colo-Colo            |
| 20 | TV | Melissa Espina     | 6 tháng 7, 1994 (16 tuổi)   |         | Audax Italiano       |
| 21 | TM | Veronica Saez      | 28 tháng 4, 1993 (17 tuổi)  |         | Audax Italiano       |

### Nigeria
Huấn luyện viên: Peter Dedevbo
| Số | Vt | Cầu thủ             | Ngày sinh (tuổi)            | Số trận | Câu lạc bộ      |
| -- | -- | ------------------- | --------------------------- | ------- | --------------- |
| 1  | TM | Amina Abu           | 8 tháng 8, 1993 (17 tuổi)   |         | Delta Queens    |
| 2  | HV | Sarah Nnodim        | 25 tháng 12, 1995 (14 tuổi) |         | Adamawa Queens  |
| 3  | HV | Gladys Abasi        | 28 tháng 12, 1995 (14 tuổi) |         | Inneh Queens    |
| 4  | TV | Oluchi Ofoegbu (c)  | 20 tháng 7, 1995 (15 tuổi)  |         | Pelican Stars   |
| 5  | HV | Chioma Alimba       | 22 tháng 12, 1995 (14 tuổi) |         | Inneh Queens    |
| 6  | HV | Ugo Njoku           | 27 tháng 11, 1994 (15 tuổi) |         | Delta Queens    |
| 7  | TĐ | Loveth Ayila        | 6 tháng 9, 1994 (15 tuổi)   |         | Adamawa Queens  |
| 8  | TV | Christiana Osundele | 24 tháng 9, 1995 (14 tuổi)  |         | Bayelsa Queens  |
| 9  | TĐ | Francisca Ordega    | 19 tháng 10, 1993 (16 tuổi) |         | Sunshine Queens |
| 10 | TV | Ngozi Okobi         | 14 tháng 12, 1993 (16 tuổi) |         | Delta Queens    |
| 11 | TV | Winifred Eyebhoria  | 14 tháng 2, 1994 (16 tuổi)  |         | Ibom Angels     |
| 12 | TM | Damiola Akano       | 30 tháng 12, 1993 (16 tuổi) |         | Sunshine Queens |
| 13 | TV | Kemi Abiodun        | 20 tháng 12, 1994 (15 tuổi) |         | Amazons Queens  |
| 14 | TĐ | Halimatu Ayinde     | 16 tháng 5, 1995 (15 tuổi)  |         | Amazons Queens  |
| 15 | HV | Victoria Aidelomon  | 11 tháng 12, 1995 (14 tuổi) |         | Pelican Stars   |
| 16 | TĐ | Jane David          | 10 tháng 8, 1993 (17 tuổi)  |         | Delta Queens    |
| 17 | HV | Omolade Akinbiyi    | 31 tháng 12, 1994 (15 tuổi) |         | Sunshine Queens |
| 18 | TĐ | Ebere Okoye         | 3 tháng 12, 1995 (14 tuổi)  |         | Inneh Queens    |
| 19 | TĐ | Yetunde Aluko       | 26 tháng 12, 1995 (14 tuổi) |         | Sunshine Queens |
| 20 | TV | Ogechi Okwaraji     | 1 tháng 6, 1995 (15 tuổi)   |         | Adamawa Queens  |
| 21 | TM | Ibijoke Sangonuga   | 20 tháng 12, 1994 (15 tuổi) |         | Inneh Queens    |

### CHDCND Triều Tiên
Huấn luyện viên: Ri Song-gun
| Số | Vt | Cầu thủ       | Ngày sinh (tuổi)            | Số trận | Câu lạc bộ                                |
| -- | -- | ------------- | --------------------------- | ------- | ----------------------------------------- |
| 1  | TM | Choe Kyong-im | 15 tháng 7, 1993 (17 tuổi)  |         | Câu lạc bộ thể thao Thành phố Bình Nhưỡng |
| 2  | HV | Song Im       | 31 tháng 1, 1993 (17 tuổi)  |         | Câu lạc bộ thể thao Sobaeksu              |
| 3  | HV | Ri Un-gyong   | 11 tháng 1, 1993 (17 tuổi)  |         | Câu lạc bộ thể thao Chebi                 |
| 4  | TV | Kim Hyang-sim | 15 tháng 11, 1993 (16 tuổi) |         | Câu lạc bộ thể thao Kyonggongop           |
| 5  | HV | Jo Jong-sim   | 23 tháng 6, 1993 (17 tuổi)  |         | Câu lạc bộ thể thao Rimyongsu             |
| 6  | TV | Han Hyang-suk | 23 tháng 12, 1993 (16 tuổi) |         | Câu lạc bộ thể thao Thành phố Bình Nhưỡng |
| 7  | HV | Pong Son-hwa  | 18 tháng 2, 1993 (17 tuổi)  |         | Câu lạc bộ thể thao Thành phố Bình Nhưỡng |
| 8  | TĐ | Kim Yun-mi    | 1 tháng 7, 1993 (17 tuổi)   |         | Câu lạc bộ thể thao 25 tháng 4            |
| 9  | TV | O Hui-sun (c) | 22 tháng 11, 1993 (16 tuổi) |         | Câu lạc bộ thể thao Sobaeksu              |
| 10 | TĐ | Kim Kum-jong  | 23 tháng 5, 1994 (16 tuổi)  |         | Câu lạc bộ thể thao Thành phố Bình Nhưỡng |
| 11 | TV | Kim Su-gyong  | 4 tháng 1, 1995 (15 tuổi)   |         | Câu lạc bộ thể thao 25 tháng 4            |
| 12 | TV | Choe Jong-hwa | 9 tháng 4, 1993 (17 tuổi)   |         | Câu lạc bộ thể thao Ponghwasan            |
| 13 | TV | Kim Nam-hui   | 4 tháng 3, 1994 (16 tuổi)   |         | Câu lạc bộ thể thao 25 tháng 4            |
| 14 | TĐ | Ri Yong-mi    | 8 tháng 5, 1993 (17 tuổi)   |         | Câu lạc bộ thể thao Amrokkang             |
| 15 | HV | Kim Un-ha     | 23 tháng 3, 1993 (17 tuổi)  |         | Câu lạc bộ thể thao Sobaeksu              |
| 16 | HV | Kang Ok-gum   | 10 tháng 1, 1994 (16 tuổi)  |         | Câu lạc bộ thể thao Amrokkang             |
| 17 | HV | Yang Yong-sun | 4 tháng 10, 1993 (16 tuổi)  |         | Câu lạc bộ thể thao Thành phố Bình Nhưỡng |
| 18 | TM | Kwak Chuk-bok | 15 tháng 12, 1993 (16 tuổi) |         | Câu lạc bộ thể thao Wolmido               |
| 19 | TV | Pak Kyong-mi  | 8 tháng 4, 1993 (17 tuổi)   |         | Câu lạc bộ thể thao 25 tháng 4            |
| 20 | TM | Rim Myong     | 16 tháng 9, 1993 (16 tuổi)  |         | Câu lạc bộ thể thao Amrokkang             |
| 21 | HV | Rim Un-sim    | 1 tháng 1, 1994 (16 tuổi)   |         | Câu lạc bộ thể thao Sobaeksu              |

### Trinidad và Tobago
Huấn luyện viên:  Even Pellerud
| Số | Vt | Cầu thủ            | Ngày sinh (tuổi)            | Số trận | Câu lạc bộ               |
| -- | -- | ------------------ | --------------------------- | ------- | ------------------------ |
| 1  | TM | Keri Myers         | 11 tháng 1, 1994 (16 tuổi)  |         | Waterloo Starlets        |
| 2  | HV | Rose Bahadursingh  | 27 tháng 10, 1993 (16 tuổi) |         | Ajax United Magic        |
| 3  | TĐ | Diarra Simmons     | 11 tháng 9, 1995 (14 tuổi)  |         | Pickering Power          |
| 4  | HV | Patrice Vincent    | 10 tháng 4, 1993 (17 tuổi)  |         | Petrotrin SC             |
| 5  | HV | Lauren Schmidt (c) | 27 tháng 4, 1993 (17 tuổi)  |         | MVLA Avalanche           |
| 6  | HV | Khadisha Debesette | 6 tháng 1, 1995 (15 tuổi)   |         | Alutrint FC              |
| 7  | TĐ | Brianna Ryce       | 25 tháng 1, 1994 (16 tuổi)  |         | Concorde Fire            |
| 8  | TV | Victoria Swift     | 29 tháng 1, 1995 (15 tuổi)  |         | Waterloo Starlets        |
| 9  | TV | Liana Hinds        | 23 tháng 2, 1995 (15 tuổi)  |         | SoccerPlus Connecticut   |
| 10 | TĐ | Jo-Marie Lewis     | 11 tháng 12, 1993 (16 tuổi) |         | Step By Step             |
| 11 | TV | Khadidra Debesette | 6 tháng 1, 1995 (15 tuổi)   |         | Alutrint FC              |
| 12 | TV | Kayla Taylor       | 29 tháng 10, 1994 (15 tuổi) |         | Petrotrin SC             |
| 13 | TĐ | Nykosi Simmons     | 31 tháng 1, 1993 (17 tuổi)  |         | Pickering Power          |
| 14 | TV | Emma Abdul         | 17 tháng 8, 1995 (15 tuổi)  |         | Brampton Rebels          |
| 15 | TĐ | Camille Charles    | 1 tháng 10, 1993 (16 tuổi)  |         | Point Fortin Pioneers    |
| 16 | HV | Rehana Omardeen    | 25 tháng 3, 1993 (17 tuổi)  |         | International School     |
| 17 | HV | Jonelle Warrick    | 14 tháng 3, 1995 (15 tuổi)  |         | Trinicity Nationals      |
| 18 | TV | Jasmine Sampson    | 21 tháng 12, 1993 (16 tuổi) |         | Bethesda Freedom         |
| 19 | TĐ | Anique Walker      | 4 tháng 2, 1995 (15 tuổi)   |         | Maple Leaf International |
| 20 | TM | Shalette Alexander | 20 tháng 12, 1993 (16 tuổi) |         | Waterloo Starlets        |
| 21 | TM | Linfah Jones       | 7 tháng 2, 1993 (17 tuổi)   |         | Petrotrin SC             |

## Bảng B

### Đức
Huấn luyện viên:  Ralf Peter
| Số | Vt | Cầu thủ            | Ngày sinh (tuổi)            | Số trận | Câu lạc bộ             |
| -- | -- | ------------------ | --------------------------- | ------- | ---------------------- |
| 1  | TM | Lena Nuding        | 18 tháng 2, 1993 (17 tuổi)  |         | VfL Sindelfingen       |
| 2  | HV | Claire Savin       | 2 tháng 4, 1993 (17 tuổi)   |         | TSG 1899 Hoffenheim    |
| 3  | HV | Luisa Wensing      | 8 tháng 2, 1993 (17 tuổi)   |         | FCR 2001 Duisburg      |
| 4  | HV | Kristin Demann (c) | 7 tháng 4, 1993 (17 tuổi)   |         | 1. FFC Turbine Potsdam |
| 5  | HV | Jennifer Cramer    | 24 tháng 2, 1993 (17 tuổi)  |         | 1. FFC Turbine Potsdam |
| 6  | TV | Isabella Schmid    | 6 tháng 3, 1993 (17 tuổi)   |         | SC Freiburg            |
| 7  | HV | Annabel Jäger      | 6 tháng 1, 1994 (16 tuổi)   |         | FSV Gütersloh 2009     |
| 8  | TV | Lina Magull        | 15 tháng 8, 1994 (16 tuổi)  |         | FSV Gütersloh 2009     |
| 9  | TĐ | Kyra Malinowski    | 20 tháng 1, 1993 (17 tuổi)  |         | SGS Essen              |
| 10 | TĐ | Silvana Chojnowski | 17 tháng 4, 1994 (16 tuổi)  |         | FSV Frankfurt          |
| 11 | TV | Lena Lotzen        | 11 tháng 9, 1993 (16 tuổi)  |         | Bayern München         |
| 12 | TM | Friederike Abt     | 7 tháng 7, 1994 (16 tuổi)   |         | Herforder SV           |
| 13 | TV | Natalie Moik       | 11 tháng 8, 1993 (17 tuổi)  |         | Bayer 04 Leverkusen    |
| 14 | TV | Melanie Leupolz    | 14 tháng 4, 1994 (16 tuổi)  |         | SC Freiburg            |
| 15 | TĐ | Lena Petermann     | 5 tháng 2, 1994 (16 tuổi)   |         | Hamburger SV           |
| 16 | HV | Anne Rheinheimer   | 26 tháng 2, 1993 (17 tuổi)  |         | 1. FFC Frankfurt       |
| 17 | TV | Clara Schöne       | 6 tháng 7, 1993 (17 tuổi)   |         | Bayern München         |
| 18 | TV | Sarah Romert       | 13 tháng 12, 1993 (16 tuổi) |         | Bayern München         |
| 19 | TV | Karoline Heinze    | 15 tháng 10, 1994 (15 tuổi) |         | 1. FFC Turbine Potsdam |
| 20 | TĐ | Sandra Starke      | 31 tháng 7, 1993 (17 tuổi)  |         | 1. FFC Turbine Potsdam |
| 21 | TM | Meike Kaemper      | 23 tháng 4, 1994 (16 tuổi)  |         | FCR 2001 Duisburg      |

### Hàn Quốc
Huấn luyện viên: Choi Duck-joo
| Số | Vt | Cầu thủ        | Ngày sinh (tuổi)            | Số trận | Câu lạc bộ                    |
| -- | -- | -------------- | --------------------------- | ------- | ----------------------------- |
| 1  | TM | Shim Dan-bi    | 18 tháng 1, 1993 (17 tuổi)  |         | Trường Nữ sinh Gwangyang      |
| 2  | HV | Kim Bich-na    | 2 tháng 12, 1993 (16 tuổi)  |         | Trường Hanbyeol               |
| 3  | HV | Jang Seul-gi   | 31 tháng 5, 1994 (16 tuổi)  |         | Trường Internet Chungnam      |
| 4  | TV | Oh Da hye      | 1 tháng 4, 1993 (17 tuổi)   |         | Trường Nữ sinh Điện tử Pohang |
| 5  | HV | Shin Dam-yeong | 2 tháng 10, 1993 (16 tuổi)  |         | Trường Nữ sinh Dongbu         |
| 6  | TV | Lee Jung-eun   | 15 tháng 12, 1993 (16 tuổi) |         | Trường Nữ sinh Haman Daesan   |
| 7  | TV | Kim Na-ri      | 28 tháng 3, 1993 (17 tuổi)  |         | Trường CNTT Hyundai           |
| 8  | TV | Kim A-reum (c) | 7 tháng 8, 1993 (16 tuổi)   |         | Trường Nữ sinh Điện tử Pohang |
| 9  | TĐ | Kim Da hye     | 5 tháng 6, 1993 (17 tuổi)   |         | Trường CNTT Hyundai           |
| 10 | TĐ | Yeo Min-ji     | 27 tháng 4, 1993 (17 tuổi)  |         | Trường Haman Daesan           |
| 11 | TV | Lee Geum-min   | 7 tháng 4, 1994 (16 tuổi)   |         | Trường CNTT Hyundai           |
| 12 | TV | Kim In ji      | 5 tháng 7, 1994 (16 tuổi)   |         | Trường Thiết kế Incheon       |
| 13 | HV | Joo Soo jin    | 19 tháng 9, 1993 (16 tuổi)  |         | Trường CNTT Hyundai           |
| 14 | TV | Lee So-dam     | 12 tháng 10, 1994 (15 tuổi) |         | Trường CNTT Hyundai           |
| 15 | HV | Baek Eun mi    | 2 tháng 6, 1993 (17 tuổi)   |         | Trường Nữ sinh Gwangyang      |
| 16 | HV | Kim Soo bin    | 19 tháng 1, 1993 (17 tuổi)  |         | Trường CNTT Hyundai           |
| 17 | TV | Lee Yoo na     | 10 tháng 1, 1994 (16 tuổi)  |         | Trường nữ sinh Gangil         |
| 18 | TM | Kim Min ah     | 27 tháng 4, 1993 (17 tuổi)  |         | Trường Nữ sinh Điện tử Pohang |
| 19 | TV | Jeon Han wool  | 23 tháng 10, 1994 (15 tuổi) |         | Trường Thiết kế Incheon       |
| 20 | HV | Lim Ha young   | 30 tháng 8, 1993 (16 tuổi)  |         | Trường Internet Chungnam      |
| 21 | TM | Kim Yoo jin    | 10 tháng 2, 1993 (17 tuổi)  |         | Trường Nữ sinh Gwangyang      |

### México
Huấn luyện viên: Saul Resendiz
| Số | Vt | Cầu thủ             | Ngày sinh (tuổi)            | Số trận | Câu lạc bộ           |
| -- | -- | ------------------- | --------------------------- | ------- | -------------------- |
| 1  | TM | Rosa Merida         | 31 tháng 5, 1993 (17 tuổi)  |         | Dallas Texans        |
| 2  | HV | Amber Hernández     | 14 tháng 7, 1993 (17 tuổi)  |         | South Valley Chivas  |
| 3  | HV | Alejandra Amador    | 14 tháng 9, 1993 (16 tuổi)  |         | Irvine Strikers      |
| 4  | HV | Alexandra Duran     | 12 tháng 9, 1993 (16 tuổi)  |         | Arsenal              |
| 5  | HV | Paulina Bueno       | 15 tháng 7, 1993 (17 tuổi)  |         | Tamaulipas           |
| 6  | HV | Anakaren Llamas     | 11 tháng 3, 1993 (17 tuổi)  |         | Tlaquepaque          |
| 7  | TV | Amanda Perez        | 31 tháng 7, 1994 (16 tuổi)  |         | PSV Union            |
| 8  | TV | Diana González      | 10 tháng 9, 1993 (16 tuổi)  |         | Toluca               |
| 9  | TĐ | Tanya Samarzich     | 28 tháng 12, 1994 (15 tuổi) |         | Legends              |
| 10 | TV | Christina Murillo   | 28 tháng 1, 1993 (17 tuổi)  |         | Camarillo Eagles     |
| 11 | TV | Andrea Sanchez      | 31 tháng 3, 1994 (16 tuổi)  |         | Jalisco              |
| 12 | TM | Alejandra Gutierrez | 2 tháng 7, 1994 (16 tuổi)   |         | Morelos              |
| 13 | HV | Cristina Ferral     | 16 tháng 2, 1993 (17 tuổi)  |         | Tamaulipas           |
| 14 | HV | Cintia Sandoval     | 8 tháng 6, 1993 (17 tuổi)   |         | La Raza              |
| 15 | HV | Adrianna Nuñez      | 17 tháng 8, 1993 (17 tuổi)  |         | Real So Cal          |
| 16 | TV | Mariel Gutierrez    | 6 tháng 8, 1994 (16 tuổi)   |         | Andrea's Soccer      |
| 17 | TV | Paola Lopez         | 9 tháng 2, 1994 (16 tuổi)   |         | ITESEM Puebla        |
| 18 | TĐ | Fernanda Pina       | 17 tháng 12, 1993 (16 tuổi) |         | ITESEM Puebla        |
| 19 | TĐ | Daniela Solis       | 19 tháng 4, 1993 (17 tuổi)  |         | Sherwood High School |
| 20 | TM | Karen Gomez         | 10 tháng 6, 1993 (17 tuổi)  |         | Tlaquepaque          |
| 21 | TĐ | Fabiola Ibarra      | 2 tháng 2, 1994 (16 tuổi)   |         | Colegio Once         |

### Nam Phi
Huấn luyện viên: Solomon Luvhengo
| Số | Vt | Cầu thủ               | Ngày sinh (tuổi)            | Số trận | Câu lạc bộ            |
| -- | -- | --------------------- | --------------------------- | ------- | --------------------- |
| 1  | TM | Nkosingiphile Zungu   | 30 tháng 1, 1993 (17 tuổi)  |         | Real City             |
| 2  | HV | Khosi Mnyakeni        | 4 tháng 1, 1993 (17 tuổi)   |         | Springs Home Sweepers |
| 3  | HV | Mapula Kgoale         | 20 tháng 11, 1995 (14 tuổi) |         | Bakone Ladies         |
| 4  | HV | Jabulile Mazibuko     | 26 tháng 1, 1993 (17 tuổi)  |         | Alexandra Ladies      |
| 5  | HV | Meagan Newman         | 16 tháng 9, 1995 (14 tuổi)  |         | Cape Town Roses       |
| 6  | HV | Octovia Nogwanya      | 7 tháng 3, 1994 (16 tuổi)   |         | Brazilian Ladies      |
| 7  | HV | Maphuti Manamela      | 4 tháng 3, 1993 (17 tuổi)   |         | Dlalantombazana       |
| 8  | TV | Rachel Sebati (c)     | 3 tháng 2, 1993 (17 tuổi)   |         | Mphahlele Ladies      |
| 9  | TV | Robyn Moodaly         | 16 tháng 6, 1994 (16 tuổi)  |         | Stepping Stones       |
| 10 | TV | Christelene Jantjies  | 21 tháng 11, 1993 (16 tuổi) |         | Cape Town Spurs       |
| 11 | TĐ | Tshegofatso Makinta   | 13 tháng 7, 1993 (17 tuổi)  |         | Home Sweepers         |
| 12 | TV | Kelso Peskin          | 23 tháng 7, 1995 (14 tuổi)  |         | Đại học Western Cape  |
| 13 | TĐ | Jermaine Seoposenwe   | 12 tháng 10, 1993 (16 tuổi) |         | Santos Cape Town      |
| 14 | TĐ | Catlin Fryer          | 4 tháng 9, 1996 (13 tuổi)   |         | Patriots              |
| 15 | HV | Lindiwe Mkhize        | 27 tháng 6, 1993 (17 tuổi)  |         | Stepping Stones       |
| 16 | TM | Kaylin Swart          | 30 tháng 9, 1994 (15 tuổi)  |         | Springs Home Sweepers |
| 17 | TĐ | Alice Khosa           | 23 tháng 2, 1994 (16 tuổi)  |         | Mamelodi Sundowns     |
| 18 | TV | Aviwe Kalolo          | 13 tháng 11, 1994 (15 tuổi) |         | Liverpool             |
| 19 | HV | Manthipu Mabote       | 18 tháng 11, 1994 (15 tuổi) |         | Bakone Ladies         |
| 20 | TV | Presocious Matabologa | 30 tháng 7, 1993 (16 tuổi)  |         | Cape Town Roses       |
| 21 | TM | Nthabiseng Masunte    | 11 tháng 12, 1993 (16 tuổi) |         | Cape Town Roses       |

## Bảng C

### Nhật Bản
Huấn luyện viên: Hiroshi Yoshida.
| Số | Vt | Cầu thủ          | Ngày sinh (tuổi)            | Số trận | Câu lạc bộ              |
| -- | -- | ---------------- | --------------------------- | ------- | ----------------------- |
| 1  | TM | Hirao Eri        | 28 tháng 1, 1993 (17 tuổi)  |         | Seiwa Gakuen            |
| 2  | HV | Kashimoto Serina | 9 tháng 1, 1993 (17 tuổi)   |         | Fujieda Junshin         |
| 3  | HV | Kanazawa Mami    | 3 tháng 8, 1993 (17 tuổi)   |         | Tokoha Gakuen Tachibana |
| 4  | HV | Nagasawa Yume    | 6 tháng 4, 1993 (17 tuổi)   |         | NTV Menina              |
| 5  | HV | Wada Naoko       | 24 tháng 5, 1993 (17 tuổi)  |         | JFA Academy Fukushima   |
| 6  | TV | Nakada Ayu       | 15 tháng 8, 1993 (17 tuổi)  |         | Tokiwagi Gakuen         |
| 7  | TV | Naomoto Hikaru   | 3 tháng 3, 1994 (16 tuổi)   |         | Fukuoka J. Anclas       |
| 8  | TV | Tanaka Yōko      | 30 tháng 7, 1993 (17 tuổi)  |         | JFA Academy Fukushima   |
| 9  | TV | Kawashima Haruna | 12 tháng 4, 1993 (17 tuổi)  |         | JFA Academy Fukushima   |
| 10 | TĐ | Kyōkawa Mai      | 28 tháng 12, 1993 (16 tuổi) |         | Tokiwagi Gakuen         |
| 11 | TĐ | Tanaka Mina      | 28 tháng 4, 1994 (16 tuổi)  |         | NTV Menina              |
| 12 | TM | Mochizuki Arisa  | 15 tháng 4, 1994 (16 tuổi)  |         | NTV Menina              |
| 13 | HV | Muramatsu Tomoko | 23 tháng 10, 1994 (15 tuổi) |         | NTV Menina              |
| 14 | TV | Hamada Haruka    | 26 tháng 1, 1993 (17 tuổi)  |         | JFA Academy Fukushima   |
| 15 | TV | Takagi Hikari    | 21 tháng 5, 1993 (17 tuổi)  |         | Tokoha Gakuen Tachibana |
| 16 | TĐ | Katō Chika       | 28 tháng 2, 1994 (16 tuổi)  |         | Urawa Red Diamonds      |
| 17 | TĐ | Yokoyama Kumi    | 13 tháng 8, 1993 (17 tuổi)  |         | Jumonji                 |
| 18 | TĐ | Honda Yuka       | 13 tháng 6, 1993 (17 tuổi)  |         | JFA Academy Fukushima   |
| 19 | TĐ | Gotō Aya         | 9 tháng 12, 1993 (16 tuổi)  |         | Tokoha Gakuen Tachibana |
| 20 | HV | Nagashima Hikari | 20 tháng 12, 1993 (16 tuổi) |         | Urawa Red Diamonds      |
| 21 | TM | Mita Isayo       | 16 tháng 3, 1993 (17 tuổi)  |         | Kyoto Seika Joshi       |

### New Zealand
Huấn luyện viên:  Dave Edmondson
| Số | Vt | Cầu thủ               | Ngày sinh (tuổi)            | Số trận | Câu lạc bộ          |
| -- | -- | --------------------- | --------------------------- | ------- | ------------------- |
| 1  | TM | Chloe-May Geurts      | 20 tháng 6, 1993 (17 tuổi)  |         | Hawera              |
| 2  | HV | Rachel Head           | 12 tháng 12, 1993 (16 tuổi) |         | Metro               |
| 3  | HV | Tessa McPherson       | 16 tháng 5, 1993 (17 tuổi)  |         | Lynn-Avon United    |
| 4  | TV | Olivia Chance         | 5 tháng 10, 1993 (16 tuổi)  |         | Claudelands Rovers  |
| 5  | TĐ | Brittany Dudley-Smith | 8 tháng 11, 1993 (16 tuổi)  |         | Eastern Suburbs AFC |
| 6  | TV | Evie Millynn          | 23 tháng 11, 1994 (15 tuổi) |         | Eastern Suburbs AFC |
| 7  | TV | Holly Patterson       | 16 tháng 4, 1994 (16 tuổi)  |         | Claudelands Rovers  |
| 8  | TV | Kate Loye             | 15 tháng 5, 1993 (17 tuổi)  |         | Claudelands Rovers  |
| 9  | TV | Hannah Carlsen        | 25 tháng 11, 1995 (14 tuổi) |         | Metro               |
| 10 | TĐ | Hannah Wong           | 11 tháng 10, 1993 (16 tuổi) |         | Three Kings United  |
| 11 | TĐ | Grace Parkinson       | 29 tháng 3, 1994 (16 tuổi)  |         | Claudelands Rovers  |
| 12 | TĐ | Steph Skilton         | 27 tháng 10, 1994 (15 tuổi) |         | Three Kings United  |
| 13 | HV | Megan Lee             | 7 tháng 2, 1995 (15 tuổi)   |         | Lynn-Avon United    |
| 14 | HV | Katie Bowen (c)       | 15 tháng 4, 1994 (16 tuổi)  |         | Glenfield Rovers    |
| 15 | HV | Kate Carlton          | 21 tháng 7, 1993 (17 tuổi)  |         | Claudelands Rovers  |
| 16 | TV | Jessie Mathews        | 4 tháng 6, 1994 (16 tuổi)   |         | Three Kings United  |
| 17 | HV | Sivitha Boyce         | 21 tháng 10, 1994 (15 tuổi) |         | Metro               |
| 18 | TV | Rebecca Burrows       | 29 tháng 8, 1994 (16 tuổi)  |         | Metro               |
| 19 | HV | Michelle Windsor      | 10 tháng 12, 1993 (16 tuổi) |         | Metro               |
| 20 | TM | Jess Reddaway         | 12 tháng 1, 1994 (16 tuổi)  |         | Metro               |
| 21 | TM | Lily Alfeld           | 4 tháng 8, 1995 (15 tuổi)   |         | Coastal Spirit FC   |

### Tây Ban Nha
Huấn luyện viên: Jorge Vilda

| Số | Vt | Cầu thủ          | Ngày sinh (tuổi)           | Số trận | Câu lạc bộ          |
| -- | -- | ---------------- | -------------------------- | ------- | ------------------- |
| 1  | TM | Dolores Gallardo | 10 tháng 6, 1993 (17 tuổi) |         | Sevilla             |
| 2  | HV | Ana Sáenz        | 5 tháng 2, 1993 (17 tuổi)  |         | Prainsa Zaragoza    |
| 3  | HV | Ana María Catalá | 20 tháng 7, 1993 (17 tuổi) |         | Rayo Vallecano      |
| 4  | HV | Ivana Andrés     | 13 tháng 7, 1994 (16 tuổi) |         | Valencia            |
| 5  | HV | Laura Gutiérrez  | 2 tháng 5, 1994 (16 tuổi)  |         | Barcelona           |
| 6  | HV | Nagore Calderón  | 2 tháng 6, 1993 (17 tuổi)  |         | Atlético Madrid     |
| 7  | TV | Gemma Gili       | 21 tháng 5, 1994 (16 tuổi) |         | Valencia            |
| 8  | TV | Marina García    | 3 tháng 8, 1994 (16 tuổi)  |         | CF Femenino Cáceres |
| 9  | TĐ | Paloma Lázaro    | 28 tháng 9, 1993 (16 tuổi) |         | Rayo Vallecano      |
| 10 | TĐ | Amanda Sampedro  | 26 tháng 6, 1993 (17 tuổi) |         | Atlético Madrid     |
| 11 | TĐ | Alexia Putellas  | 4 tháng 2, 1994 (16 tuổi)  |         | Espanyol            |
| 12 | TV | Sara Tazo        | 9 tháng 7, 1993 (17 tuổi)  |         | CD Aurrerá Vitoria  |
| 13 | TM | Elena Fernández  | 15 tháng 3, 1993 (17 tuổi) |         | Atlético Madrid     |
| 14 | HV | Arene Altonaga   | 25 tháng 2, 1993 (17 tuổi) |         | Athletic Club       |
| 15 | TV | Iraia Pérez      | 14 tháng 1, 1994 (16 tuổi) |         | Gasteiz Cup         |
| 16 | HV | Paula Nicart     | 8 tháng 9, 1994 (15 tuổi)  |         | Barcelona           |
| 17 | TV | Sara Mérida      | 8 tháng 4, 1993 (17 tuổi)  |         | Espanyol            |
| 18 | TĐ | Raquel Pinel     | 30 tháng 8, 1994 (16 tuổi) |         | Real Jaén CF        |
| 19 | HV | Paula López      | 4 tháng 7, 1994 (16 tuổi)  |         | Atlético Madrid     |
| 20 | TV | Nerea Pérez      | 11 tháng 1, 1994 (16 tuổi) |         | Plaza Argel         |
| 20 | TM | Patricia Asensio | 6 tháng 2, 1992 (18 tuổi)  |         | CF Badajoz          |

### Venezuela
Huấn luyện viên:  Kenneth Zseremeta
| Số | Vt | Cầu thủ                 | Ngày sinh (tuổi)            | Số trận | Câu lạc bộ                          |
| -- | -- | ----------------------- | --------------------------- | ------- | ----------------------------------- |
| 1  | TM | Maleike Pacheco         | 20 tháng 10, 1993 (16 tuổi) |         | Universidad Central de Venezuela FC |
| 2  | HV | Génesis Moreno          | 3 tháng 5, 1993 (17 tuổi)   |         | La Fría                             |
| 3  | HV | Yaribeth Ulacio         | 10 tháng 1, 1993 (17 tuổi)  |         | Estudiantes de Guarico              |
| 4  | HV | Soleidys Rengel         | 3 tháng 12, 1993 (16 tuổi)  |         | Unión Atlético Piar                 |
| 5  | TV | Yurimar Toledo          | 25 tháng 2, 1993 (17 tuổi)  |         | Mickey Sport                        |
| 6  | HV | Maria Eugenia Rodríguez | 26 tháng 11, 1994 (15 tuổi) |         | Caracas FC                          |
| 7  | TĐ | Paola Villamizar        | 30 tháng 6, 1994 (16 tuổi)  |         | Colegio Centro América              |
| 8  | TV | María Carrero           | 14 tháng 3, 1993 (17 tuổi)  |         | Universidad de Los Andes            |
| 9  | TĐ | Ysaura Viso             | 17 tháng 6, 1993 (17 tuổi)  |         | Estudiantes de Guarico              |
| 10 | TV | Marialba Zambrano (c)   | 17 tháng 6, 1995 (15 tuổi)  |         | Caracas                             |
| 11 | TV | Michelle Clemente       | 7 tháng 12, 1994 (15 tuổi)  |         | Market                              |
| 12 | TM | Nathaly Natera          | 11 tháng 1, 1993 (17 tuổi)  |         | Pedagogico                          |
| 13 | TM | Orliany Marcano         | 4 tháng 1, 1995 (15 tuổi)   |         | Mickey Sport                        |
| 14 | TV | Natasha Rosas           | 21 tháng 8, 1993 (17 tuổi)  |         | Mickey Sport                        |
| 15 | TV | Anna Alvarado           | 23 tháng 7, 1994 (16 tuổi)  |         | La Fría                             |
| 16 | HV | Génesis Moncada         | 21 tháng 9, 1993 (16 tuổi)  |         | Universidad Central de Venezuela FC |
| 17 | TV | Maryeling Martínez      | 14 tháng 1, 1995 (15 tuổi)  |         | Unión Atlético Piar                 |
| 18 | TĐ | Joemar Guarecuco        | 20 tháng 6, 1994 (16 tuổi)  |         | Barinas                             |
| 19 | TV | Silvana Aron            | 10 tháng 10, 1994 (15 tuổi) |         | Universidad Central de Venezuela FC |
| 20 | TV | Jessyca Montes          | 17 tháng 4, 1993 (17 tuổi)  |         | Universidad de Los Andes            |
| 21 | TV | Wendy Padilla           | 28 tháng 7, 1993 (17 tuổi)  |         | La Fría                             |

## Bảng D

### Brasil
Huấn luyện viên: Edvaldo Erlacher
| Số | Vt | Cầu thủ                                  | Ngày sinh (tuổi)            | Số trận | Câu lạc bộ          |
| -- | -- | ---------------------------------------- | --------------------------- | ------- | ------------------- |
| 1  | TM | Daniele Neuhaus Turnes                   | 21 tháng 5, 1993 (17 tuổi)  |         | Foz do Iguaçu       |
| 2  | HV | Tainara da Silva Nery                    | 15 tháng 11, 1993 (16 tuổi) |         | CBF                 |
| 3  | HV | Ingrid Carolina Frisanco                 | 8 tháng 10, 1993 (16 tuổi)  |         | CA Juventus         |
| 4  | HV | Caroline Gonsales Schramm                | 14 tháng 5, 1993 (17 tuổi)  |         | Coritiba FC         |
| 5  | TV | Lucimara Aparecida de Souza Andrade      | 14 tháng 4, 1993 (17 tuổi)  |         | Itumirim EC         |
| 6  | HV | Roberta Schroeder                        | 15 tháng 1, 1993 (17 tuổi)  |         | CBF                 |
| 7  | TV | Benícia Ferreira Oliveira                | 7 tháng 4, 1993 (17 tuổi)   |         | Kindermann Futebol  |
| 8  | TV | Andressa Cavalari Machry                 | 1 tháng 5, 1995 (15 tuổi)   |         | EC Pelotas          |
| 9  | TĐ | Paula Naira Rubio Vicenzo                | 9 tháng 7, 1993 (17 tuổi)   |         | Santos FC           |
| 10 | TV | Beatriz Zaneratto João                   | 17 tháng 12, 1993 (16 tuổi) |         | Santos FC           |
| 11 | TV | Thaís Duarte Guedes (c)                  | 20 tháng 1, 1993 (17 tuổi)  |         | Santos FC           |
| 12 | TM | Letícia Izidoro Lima da Silva            | 13 tháng 8, 1994 (16 tuổi)  |         | Kindermann Futebol  |
| 13 | HV | Lilian Camara de Souza                   | 11 tháng 1, 1993 (17 tuổi)  |         | Campo Grande AC     |
| 14 | HV | Rayanne Cristine dos Santos Melo Machado | 16 tháng 6, 1994 (16 tuổi)  |         | Kindermann Futebol  |
| 15 | TĐ | Glaucia Suelen Silva Cristiano           | 30 tháng 1, 1993 (17 tuổi)  |         | São Bernardo FC     |
| 16 | HV | Jucinara Thais Soares Paz                | 3 tháng 8, 1993 (17 tuổi)   |         | Porto Alegre FC     |
| 17 | TV | Bianca Mariante Braga                    | 28 tháng 10, 1993 (16 tuổi) |         | Porto Alegre FC     |
| 18 | TV | Naomi Georgia Laurindo Tomas             | 11 tháng 7, 1995 (15 tuổi)  |         | CA Juventus         |
| 19 | TĐ | Tatiane De Oliveira Nepomuceno           | 30 tháng 4, 1993 (17 tuổi)  |         | CBF                 |
| 20 | TV | Luana Bertolucci Paixão                  | 2 tháng 5, 1993 (17 tuổi)   |         | São Caetano         |
| 21 | TM | Nicole Nascimento De Medeiros            | 14 tháng 8, 1995 (15 tuổi)  |         | Team Chicago Brasil |

### Canada
Huấn luyện viên:  Bryan Rosenfeld
| Số | Vt | Cầu thủ                  | Ngày sinh (tuổi)           | Số trận | Câu lạc bộ             |
| -- | -- | ------------------------ | -------------------------- | ------- | ---------------------- |
| 1  | TM | Rachelle Beanlands       | 11 tháng 5, 1993 (17 tuổi) |         | Ottawa Fury            |
| 2  | HV | Sophie Thérien           | 4 tháng 4, 1993 (17 tuổi)  |         | Lac St-Louis Lakers    |
| 3  | TV | Jade Kovacevic           | 10 tháng 4, 1994 (16 tuổi) |         | Oakville FC            |
| 4  | TV | Chantale Campbell        | 9 tháng 1, 1994 (16 tuổi)  |         | North London           |
| 5  | TV | Ashley Lawrence          | 11 tháng 6, 1995 (15 tuổi) |         | Erin Mills             |
| 6  | HV | Yazmin Ongtengco-Hintzen | 23 tháng 7, 1993 (17 tuổi) |         | Ajax United            |
| 7  | TV | Kylie Davis              | 22 tháng 7, 1994 (16 tuổi) |         | Lac St-Louis Lakers    |
| 8  | TV | Diamond Simpson          | 28 tháng 4, 1993 (17 tuổi) |         | Dixie Dragons          |
| 9  | TĐ | Nour Ghoneim             | 13 tháng 6, 1993 (17 tuổi) |         | Richmond Hill          |
| 10 | HV | Vanessa Kovacs           | 4 tháng 11, 1993 (16 tuổi) |         | Vancouver Whitecaps FC |
| 11 | HV | Alison Clarke            | 23 tháng 3, 1993 (17 tuổi) |         | World Soccer Academy   |
| 12 | HV | Nicole Setterlund (c)    | 16 tháng 2, 1993 (17 tuổi) |         | Vancouver Whitecaps FC |
| 13 | TV | Kinley McNicoll          | 17 tháng 4, 1994 (16 tuổi) |         | Burlington Heat        |
| 14 | TĐ | Zakiya McIntosh          | 3 tháng 2, 1993 (17 tuổi)  |         | Ajax United            |
| 15 | TĐ | Haisha Cantave           | 3 tháng 6, 1993 (17 tuổi)  |         | Ottawa Fury            |
| 16 | HV | Charlène Achille         | 18 tháng 3, 1994 (16 tuổi) |         | CS Longueuil           |
| 17 | HV | Ally Courtnall           | 26 tháng 6, 1993 (17 tuổi) |         | Eagles SC              |
| 18 | TM | Sabrina D'Angelo         | 11 tháng 5, 1993 (17 tuổi) |         | Toronto Lady Lynx      |
| 19 | TĐ | Caroline Beaulne         | 30 tháng 4, 1994 (16 tuổi) |         | CS Longueuil           |
| 20 | TM | Eve Badana               | 9 tháng 7, 1993 (17 tuổi)  |         | Toronto Lady Lynx      |
| 21 | TĐ | Abigail Raymer           | 5 tháng 1, 1993 (17 tuổi)  |         | Vancouver Whitecaps FC |

### Ghana
Huấn luyện viên: Abrahams Allotey
| Số | Vt | Cầu thủ                   | Ngày sinh (tuổi)            | Số trận | Câu lạc bộ                 |
| -- | -- | ------------------------- | --------------------------- | ------- | -------------------------- |
| 1  | TM | Ayishetu Simpson          | 1 tháng 10, 1993 (16 tuổi)  |         | Ideal Ladies               |
| 2  | HV | Cynthia Boakye-Yiadom     | 25 tháng 12, 1994 (15 tuổi) |         | Fabulous Ladies            |
| 3  | HV | Grace Adams               | 2 tháng 11, 1995 (14 tuổi)  |         | Post Ladies                |
| 4  | HV | Linda Addai               | 12 tháng 12, 1995 (14 tuổi) |         | Soccer Intellectual Ladies |
| 5  | HV | Ellen Coleman             | 11 tháng 12, 1995 (14 tuổi) |         | Ghatel Ladies Accra        |
| 6  | TV | Felicia Owusu Djabaah     | 18 tháng 9, 1994 (15 tuổi)  |         | Nungua Ladies              |
| 7  | TĐ | Sherifatu Sumaila         | 30 tháng 11, 1996 (13 tuổi) |         | Lepo Stars Ladies          |
| 8  | TV | Priscilla Okyere          | 6 tháng 6, 1995 (15 tuổi)   |         | Fabulous Ladies            |
| 9  | TĐ | Rita Okyere               | 14 tháng 7, 1993 (17 tuổi)  |         | Ghatel Ladies Accra        |
| 10 | TV | Beatrice Adawoed Sesu (c) | 27 tháng 11, 1995 (14 tuổi) |         | Post Ladies                |
| 11 | TĐ | Alice Eva Danso           | 25 tháng 12, 1994 (15 tuổi) |         | Ghatel Ladies Accra        |
| 12 | TV | Mary Essiful              | 22 tháng 6, 1993 (17 tuổi)  |         | Soccer Intellectual Ladies |
| 13 | TV | Jennifer Cudjoe           | 7 tháng 3, 1994 (16 tuổi)   |         | Hasaacas Ladies            |
| 14 | HV | Regina Antwi              | 26 tháng 11, 1995 (14 tuổi) |         | Vodafone Ladies            |
| 15 | TĐ | Kesewa Comfort Antwi      | 11 tháng 10, 1996 (13 tuổi) |         | Fabulous Ladies            |
| 16 | TM | Margaret Otoo             | 1 tháng 9, 1993 (17 tuổi)   |         | Ghatel Ladies Accra        |
| 17 | TĐ | Kasira Malik-Jebdon       | 23 tháng 11, 1995 (14 tuổi) |         | Vodafone Ladies            |
| 18 | HV | Rebecca Asante            | 16 tháng 10, 1994 (15 tuổi) |         | Vodafone Ladies            |
| 19 | HV | Ivy Kolli                 | 17 tháng 1, 1996 (14 tuổi)  |         | Cougans Ladies             |
| 20 | TV | Rashida Abdul-Rahman      | 28 tháng 11, 1996 (13 tuổi) |         | Lepo Stars Ladies          |
| 21 | TM | Sawude Issah              | 24 tháng 11, 1995 (14 tuổi) |         | Post Ladies                |

### Cộng hòa Ireland
Huấn luyện viên: Noel King
| Số | Vt | Cầu thủ           | Ngày sinh (tuổi)            | Số trận | Câu lạc bộ             |
| -- | -- | ----------------- | --------------------------- | ------- | ---------------------- |
| 1  | TM | Grace Moloney     | 1 tháng 3, 1993 (17 tuổi)   |         | Reading                |
| 2  | HV | Ciara O'Brien     | 13 tháng 2, 1993 (17 tuổi)  |         | Tranmere Rovers        |
| 3  | HV | Megan Campbell    | 28 tháng 6, 1993 (17 tuổi)  |         | St Francis             |
| 4  | HV | Jessica Gleeson   | 23 tháng 10, 1993 (16 tuổi) |         | Tranmere Rovers        |
| 5  | HV | Jennifer Byrne    | 5 tháng 3, 1993 (17 tuổi)   |         | Bealnamulla            |
| 6  | TV | Ciara Grant (c)   | 11 tháng 6, 1993 (17 tuổi)  |         | Kilmacrennan Celtic    |
| 7  | TV | Aileen Gilroy     | 1 tháng 3, 1993 (17 tuổi)   |         | Killala                |
| 8  | TV | Dora Gorman       | 18 tháng 2, 1993 (17 tuổi)  |         | Salthill Devon         |
| 9  | HV | Zoe Boyd          | 26 tháng 2, 1993 (17 tuổi)  |         | Montclair Thunderbolts |
| 10 | TĐ | Denise O'Sullivan | 4 tháng 2, 1994 (16 tuổi)   |         | Wilton United          |
| 11 | TĐ | Siobhán Killeen   | 15 tháng 3, 1993 (17 tuổi)  |         | Raheny United          |
| 12 | TV | Stacie Donnelly   | 7 tháng 6, 1993 (17 tuổi)   |         | Reading                |
| 13 | TĐ | Rianna Jarrett    | 5 tháng 7, 1993 (17 tuổi)   |         | Northend United        |
| 14 | HV | Tanya Kennedy     | 8 tháng 7, 1993 (17 tuổi)   |         | Finn Valley            |
| 15 | HV | Kerry Glynn       | 14 tháng 4, 1993 (17 tuổi)  |         | Montclair Thunderbolts |
| 16 | TM | Amanda Budden     | 9 tháng 5, 1994 (16 tuổi)   |         | Wilton United          |
| 17 | TĐ | Clare Shine       | 18 tháng 5, 1995 (15 tuổi)  |         | Douglas Hall           |
| 18 | HV | Harriet Scott     | 10 tháng 2, 1993 (17 tuổi)  |         | Reading                |
| 19 | TĐ | Rebecca Kearney   | 29 tháng 4, 1994 (16 tuổi)  |         | Lakewood Athletic      |
| 20 | TM | Jillian Maloney   | 25 tháng 1, 1995 (15 tuổi)  |         | Roswell Santos         |
| 21 | TV | Emma Hansberry    | 26 tháng 5, 1994 (16 tuổi)  |         | Strand Celtic          |